# Бауманское (Акмолинская область)
Бауманское (каз. Бауманское) — село в Егиндыкольском районе Акмолинской области Казахстана, образует административно-территориальную единицу «Село Бауманское». 
- Код КАТО — 114439100[3].
- Код КАТО административной единицы — 114439000[4].

## География
Село расположено в 38 км на запад от районного центра села Егиндыколь.

## История
Населённый пункт основан в 1954 году во время освоения целины. Название совхоз Бауманский получил в честь Бауманского района города Москвы.

## Население
В 1989 году население села составляло 1142 человек (из них русских 38%, украинцев 20%, казахов 20%).
В 1999 году население села составляло 906 человек (440 мужчин и 466 женщин). По данным переписи 2009 года, в селе проживало 778 человек (379 мужчин и 399 женщин).
| Численность населения | Численность населения | Численность населения |
| 1989                  | 1999                  | 2009                  |
| --------------------- | --------------------- | --------------------- |
| 1142                  | ↘906                  | ↘778                  |